# Mare del Nord
Il Mare del Nord (in danese Nordsøen; in francese Mer du Nord; in inglese North Sea; in norvegese Nordsjøen; in olandese Noordzee; in tedesco Nordsee; in frisone occidentale Noardsee) è un mare epicontinentale dell'Europa nord-occidentale che comunica con l'oceano Atlantico tramite il mare di Norvegia a nord e la Manica a sud; suo tributario è il Mar Baltico, ad esso collegato tramite gli stretti scandinavi di Skagerrak e Kattegat. Si estende per circa 970 km di lunghezza in direzione nord-sud e 560 km di larghezza in direzione est-ovest, e ha una superficie totale di circa 570000 km². Accoglie una considerevole parte dei bacini idrografici dell'Unione europea.

## Generalità
La profondità media è di 100 m; quella massima misurata è di circa 700 m ma si incontrano secche in mare aperto profonde meno di 15 m.
Si trova sopra quello che era il punto di giunzione fra tre placche tettoniche continentali nel primo periodo dell'Era Paleozoica; movimenti delle faglie associate a questi fenomeni possono ancor oggi causare terremoti e piccoli tsunami.
Le caratteristiche della costa sono però il risultato di movimenti glaciali, piuttosto che tettonici. I profondi fiordi sono la caratteristica più comune delle coste settentrionali, mentre le coste meridionali sono costituite maggiormente da spiagge sabbiose e distese fangose. Queste aree pianeggianti sono particolarmente esposte al rischio di inondazioni, soprattutto a causa della tempeste associate alle maree. Elaborati sistemi di dighe sono stati costruiti nel tempo per proteggere le zone costiere.
Lo sviluppo della civiltà europea è stato fortemente influenzato dal traffico marittimo nel Mare del Nord.
I Romani prima e i Vichinghi poi cercarono di estendere i loro territori in tutto il mare.
Più tardi, sia la Lega Anseatica che i Paesi Bassi tentarono di dominarne il commercio marittimo e utilizzarlo come ponte per accedere ai mercati del resto del mondo.
Lo sviluppo della stessa Gran Bretagna nel passato come potenza marittima dipendeva fortemente dalla sua posizione dominante sul Mare del Nord, in cui si affacciavano alcune delle potenze sue rivali, in primo luogo i Paesi Bassi e la Germania, ma anche le nazioni scandinave e, in misura minore, la Russia attraverso il vicino mar Baltico. 
Le imprese commerciali, l'aumento della popolazione e la presenza di risorse limitate sono tutti fattori che hanno portato le nazioni che si affacciavano sul Mare del Nord a desiderarne il controllo degli accessi per interessi commerciali, militari o come collegamento indispensabile verso le colonie d'oltremare. La sua importanza è andata in seguito trasformandosi da militare a economica. Le attività economiche tradizionali, quali la pesca e il trasporto marittimo, hanno continuato a crescere e altre di nuove si sono aggiunte e sono state sviluppate, come, ad esempio, le estrazioni di combustibili fossili e l'energia eolica.

## Storia

### Etimologia
Il nome di “Mare del Nord” deriva originariamente dal suo rapporto alla terra dei frisoni. La Frisia si trova immediatamente a sud del Mare del Nord, a ovest del Mare Orientale (Oostzee, il Mar Baltico), a nord dell'ex Mare Meridionale (Zuiderzee, l'odierno Lago d'IJssel, la propaggine interna dei Paesi Bassi del Mare del Nord). Il nome "Mare del Nord" venne utilizzato nelle regioni centro-settentrionali della Germania (che effettivamente possiede parti delle coste meridionali del mare), probabilmente mutuando il termine dato dai Frisoni. Anche fra i primi nomi dati dagli spagnoli vi fu Mar del Norte.
Dal punto di vista delle città anseatiche tedesche del Medioevo, il mare ad est era chiamato il "Mare Orientale" (il mar Baltico in tedesco è letteralmente l'Ostsee), così come il mare a nord era il Mare del Nord. La diffusione delle mappe utilizzate da mercanti anseatici favorì il diffondersi di questo nome nel resto dell'Europa. Dal punto di vista della Danimarca, il mare è chiamato - oltre a Nordsøen (il Mare del Nord) - anche comunemente Vesterhavet (il Mare Occidentale). Altri nomi comuni in uso per lunghi periodi furono Mare di Frisia (o latino Mare Frisicum), o Oceanus Germanicus (Mare Germanicum), così come i loro equivalenti nelle lingue dei paesi che su di esso si affacciavano (in lingua inglese Frisian Sea e German Ocean).
"German Sea" o "Germanic Sea" (dal latino Mare Germanicum) fu usato comunemente in inglese e in altre lingue assieme a "Mare del Nord" fino agli inizi del XVIII secolo. Dalla fine del XIX secolo questi termini divennero via via più rari, e relegati ad un uso accademico.

### Storia antica
Il primo uso intensivo storicamente documentato del Mare del Nord come via di trasporto fu quello dei Romani. Giulio Cesare invase la Britannia nel 55 e nel 54 a.C.. Nel 12 a.C., Druso fece costruire una flotta di oltre 1000 navi che attraversò il Reno e navigò nel Mare del Nord. I Frisoni e i Cauci non potevano competere con la superiorità numerica, tattica e tecnologica dei Romani e, quando questi ultimi avanzarono verso le foci dei fiumi Weser ed Ems, le tribù che vi abitavano furono costrette ad arrendersi. 
Nel 5 a.C., la conoscenza romana del Mare del Nord fu estesa in modo significativo fino all'Elba nell'ambito di un'avanzata militare sotto Tiberio: Plinio il Vecchio descrive che le unità navali romane superarono l'isola di Helgoland e si spinsero fino alla costa nord-orientale della Danimarca. Con la conquista della Britannia da parte di Aulo Plauzio (43 d.C.), iniziò un vivace e regolare traffico marittimo tra i porti della Gallia (Portus Itius) e quelli dell'Inghilterra. L'era romana durò poco meno di 350 anni e si concluse con il ritiro delle legioni romane intorno all'anno 400.
Nel vuoto di potere rimasto nelle isole britanniche, i Sassoni, gli Angli e gli Juti, originari dell'attuale Germania settentrionale e della Danimarca, avanzarono attraverso il Mare del Nord con la successiva migrazione fino alla Britannia. Già utilizzati come mercenari durante l'occupazione romana della Britannia nell'ultima fase dell'Impero romano, attraversarono in gran numero il Mare del Nord durante i secoli della migrazione dei popoli e si stabilirono nel sud e nell'est dell'Inghilterra, spingendo i romano-britanni che vi abitavano originariamente nelle zone dell'attuale Scozia e Galles. Intorno al VII secolo, i Frisoni, originari dell'attuale Olanda, migrarono attraverso il Mare del Nord verso le isole frisone settentrionali di Sylt, Amrum e Föhr. In una seconda ondata di immigrazione, nell'XI secolo, fu colonizzata anche la terraferma dello Jutland, tra i fiumi Eider e Wiedau, nello Jutland meridionale, dove i Frisoni incontrarono gli Juti. L'area di insediamento della Frisia settentrionale costituisce oggi gran parte del distretto di Nordfriesland.
La successiva grande ondata migratoria attraverso il Mare del Nord portò gli "uomini del Nord", provenienti principalmente dalle attuali Danimarca e Norvegia, nelle isole britanniche. L'incursione a Lindisfarne nel 793 segnò l'inizio delle campagne di saccheggio dei Vichinghi, che nei cento anni successivi si dedicarono principalmente a pirati e saccheggiatori. Saccheggiarono monasteri, fattorie e città della costa e navigarono nell'entroterra sui fiumi. Secondo la Cronaca anglosassone, anche loro iniziarono a insediarsi a partire dall'851. Queste migrazioni dalla Scandinavia continuarono fino al 1050 circa. Alfredo il Grande del Wessex fu il primo re sassone a resistere ai Vichinghi con una propria flotta. Riuscì a liberare la zona dai danesi ed è considerato il primo re inglese. Mentre il mare separava gli anglosassoni britannici dalle tribù germaniche, gli scandinavi si mantenevano in contatto con l'antica patria attraverso il Mare del Nord. Così, la maggior parte delle isole britanniche e la parte settentrionale del mare appartenevano saldamente al dominio dei re scandinavi, i Vichinghi.
Canuto II fu l'ultimo re danese-britannico, dopo la sua morte l'Impero del Mare del Nord si disintegrò a causa di conflitti interni, l'unione politica tra scandinavi e britannici attraverso il Mare del Nord fu separata. Dopo questa separazione, il Mare del Nord cominciò a perdere la sua importanza per il momento. Dall'invasione di Guglielmo il Conquistatore dalla Normandia, nell'attuale Francia, le isole britanniche, come le regioni costiere occidentali del Mare del Nord, si sono orientate verso sud, lungo i principali fiumi europei, in direzione del Mediterraneo e dell'Oriente.

### L'epoca moderna
Il collegamento più importante con il mondo esterno per la Germania settentrionale e la Scandinavia era invece il Mar Baltico, dove fiorì la Lega Anseatica. L'unica via commerciale più importante attraverso il Mare del Nord conduceva dalle Fiandre ai porti delle città anseatiche, passando per il golfo tedesco. Sebbene la Lega anseatica avesse il suo centro di gravità nel Mar Baltico, importanti uffici si trovavano anche a Bergen in Norvegia, a Londra, in Inghilterra ed a Bruges.
L'ascesa di Bruges iniziò, non a caso nel Mare del Nord, con un'ondata di tempesta che strappò un profondo canale di navigazione, lo Zwin, nel 1134, permettendo alle navi mercantili più grandi di entrare in città. Tra Bruges e Londra iniziò a svilupparsi un vivace commercio di lana inglese e di tessuti delle Fiandre. A partire dal XIII secolo, i mercanti anseatici tedeschi si recavano regolarmente a Bruges e a Londra e iniziarono a stabilire una rotta commerciale regolare verso queste città. Bruges divenne il capolinea della linea commerciale est-ovest con Novgorod in Russia e allo stesso tempo fu collegata via mare con Francia, Italia, Spagna e Paesi Bassi.
Dal 1441 i Paesi Bassi, da un punto di vista economico e navale, iniziarono a configurarsi come la potenza rivale della Lega. Nel XVI secolo erano la principale potenza economica e il Mare del Nord divenne crocevia del commercio tra le lontane colonie e i mercati di tutta Europa.
Il potere olandese durante la sua epoca di massimo splendore fu ragione di crescente preoccupazione per l'Inghilterra, che vedeva il suo futuro nella marina mercantile e nelle colonie d'oltremare. Ciò fu alla base delle primi tre guerre anglo-olandesi tra il 1652 e il 1673. Alla fine della Guerra di successione spagnola nel 1714, gli olandesi non erano più un attore fondamentale della politica europea.
La supremazia navale della Gran Bretagna, prima del XX secolo, vedeva come unici seri contendenti solo la Francia napoleonica e i suoi alleati continentali. Nel 1800 un'unione di potenze navali minori, chiamata Lega di neutralità armata, si formò per proteggere il commercio neutrale nel corso del conflitto tra Gran Bretagna e Francia. La Marina britannica sconfisse le forze unite della Lega di neutralità armata nella battaglia di Copenaghen del 1801 nel Kattegat. La Gran Bretagna successivamente sconfisse la marina francese nella battaglia di Trafalgar al largo delle coste della Spagna.

### Il XX secolo
Le tensioni nel Mare del Nord si aggravarono nel 1904 con l'incidente del Dogger Bank, in cui in navi da guerra russe scambiarono delle navi da pesca britanniche per navi giapponesi e spararono su di esse. L'incidente, che avveniva in uno scenario caratterizzato da un'alleanza tra la Gran Bretagna e il Giappone combinato con una guerra russo-giapponese in atto, portò ad un'intensa crisi diplomatica. La crisi si ridimensionò con la sconfitta russa ad opera dei giapponesi e il pagamento di indennizzi per i pescatori.
Durante la prima guerra mondiale la marina della Gran Bretagna e quella della Germania (la Kaiserliche Marine) si fronteggiarono sul Mare del Nord facendolo diventare il principale teatro della guerra per superficie di azione. La marina britannica, con una flotta maggiore, fu in grado di stabilire un efficace blocco navale per la maggior parte del periodo bellico, limitando così l'approvvigionamento di risorse indispensabili agli Imperi centrali. Le principali battaglie furono la Battaglia di Helgoland, la Battaglia di Dogger Bank, la Battaglia dello Jutland e la Seconda Battaglia di Helgoland.
Anche la seconda guerra mondiale ha visto operazioni nel Mare del Nord, anche se prevalentemente limitato alla caccia con sottomarini e a navi di più ridotte dimensioni. Il 9 aprile 1940 i tedeschi avviarono l'Operazione Weserübung in cui la quasi totalità del flotta tedesca si concentrò a nord verso la Scandinavia tra lo Skagerrak e il Kattegat. Durante l'occupazione tedesca della Norvegia, l'operazione Shetland Bus collegò segretamente la Gran Bretagna alla Norvegia.
Negli ultimi anni della guerra e nell'anno immediatamente successivo, enormi quantità di armi furono smaltite o affondate nelle acque del Mare del Nord, rappresentate principalmente da granate, mine terrestri e navali, bazooka, cartucce, e armi chimiche. Anche se le stime variano ampiamente, centinaia di migliaia di tonnellate di munizioni furono qui disperse.
Dopo la guerra il Mare del Nord perse molto del suo significato militare, perché circondato esclusivamente da paesi membri della NATO. Acquisì però una notevole importanza economica a partire dagli anni sessanta con l'inizio dello sfruttamento petrolifero e dei giacimenti di gas metano.

## Geografia
Per la maggior parte il mare si trova sulla piattaforma continentale europea. L'unica eccezione è una ristretta zona settentrionale del Mare del Nord al largo della Norvegia. Il Mare del Nord è delimitato dalla Gran Bretagna a ovest, e la parte continentale dell'Europa centrale e settentrionale sia a est che a sud, includendo Norvegia, Danimarca, Germania, Paesi Bassi, Belgio e Francia.
Nel sud-ovest il Mare del Nord diventa il Canale della Manica al di là dello Stretto di Dover (Passo di Calais). A est, si connette al Mar Baltico tramite lo Skagerrak e il Kattegat. A nord si apre verso il Mare di Norvegia, che si trova nella regione nord-orientale dell'Oceano Atlantico.
A parte gli ovvî confini formati dalle coste dei paesi che su di esso si affacciano, il Mare del Nord generalmente si considera delimitato ad est da una linea immaginaria che collega Lindesnes in Norvegia con Hanstholm in Danimarca correndo lungo confine con lo Skagerrak. Tuttavia a fini statistici lo Skagerrak e il Kattegat a volte sono inclusi come parte del Mare del Nord. Il limite settentrionale è meno definito. Tradizionalmente una linea immaginaria collega il nord della Scozia verso le isole Shetland fino ad unirsi a Ålesund in Norvegia. Secondo la Convenzione per la protezione dell'ambiente marino dell'Atlantico nord-orientale del 1962, il limite è posto più a ovest e più a nord, tra il 5° di longitudine ovest e 62° di latitudine nord, alla latitudine di Geirangerfjord in Norvegia, in corrispondenza della penisola di Stad.
L'area della superficie del Mare del Nord pertanto è di circa 575.000 chilometri quadrati, con un volume di circa 54.000 chilometri cubi d'acqua. Ciò pone il Mare del Nord al 13º posto fra i mari più grandi del pianeta.

## Geologia

### Storia geologica

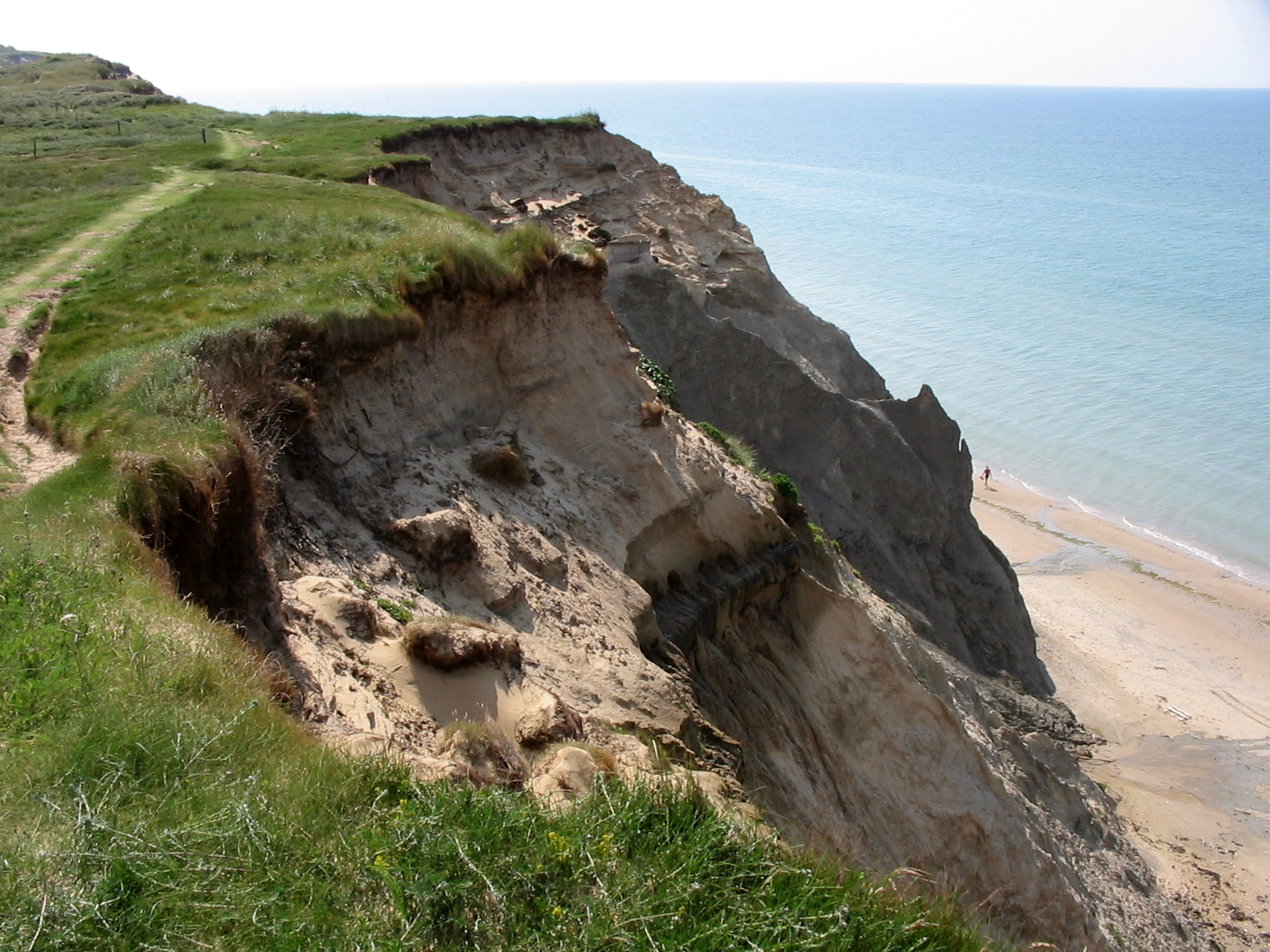
Scogliera del Mare del Nord

Il letto del Mare del Nord forma due bacini. Il più settentrionale si trova a nord di un crinale tra Norfolk e la Frisia, e ha avuto la sua origine nel Devoniano. Il bacino meridionale si spinge verso lo Stretto di Dover e da là verso il Canale della Manica. Questo bacino risale al Carbonifero.
Nel corso della più recente glaciazione gran parte del bacino settentrionale fu coperto dai ghiacci, e il resto, compreso il bacino meridionale, si ricoprì di tundra. Durante il periodo interglaciale si creò una diga naturale di gesso, il “Weald-Artois Anticline”. Anche se la cresta probabilmente collassò, questa diga costituì la parte più alta del ponte di terra che collegò momentaneamente l'Europa continentale con la Gran Bretagna.
Gli Storegga Slides furono una serie di frane sottomarine, in cui un pezzo della piattaforma continentale norvegese scivolò nel Mare di Norvegia. Le immense frane si verificarono tra il 8150 a.C. e 6000 a.C., e provocarono uno tsunami alto fino a 20 metri che attraversò il Mare del Nord abbattendosi principalmente sulla Scozia e sulle Isole Fær Øer.

### Tettonica a zolle

Le tre placche tettoniche che si incrociano nel Mare del Nord

Il Mare del Nord si trova sopra quello che era la giunzione fra tre placche tettoniche continentali risalenti all'inizio dell'Era Paleozoica. Successivamente, nel Mesozoico, si formò una faglia con andamento nord-sud al centro del Mare del Nord. Questa faglia che corre dal Canale della Manica causa terremoti occasionali, che possono anche provocare danni alle strutture sulla terraferma. Il terremoto che avvenne nello Stretto di Dover del 1580 è tra i primi terremoti storici registrati che provocarono ingenti danni sia in Francia che in Inghilterra, a cui si associò anche un maremoto. Il più grande terremoto mai registrato nel Regno Unito avvenne nel 1931 al largo delle sue coste verso il Dogger Bank, con magnitudo locale 6,1 (scala Richter) e tale da provocare uno tsunami che inondò parti della costa britannica.
Le tre placche continentali formate nel corso dell'Era Paleozoica sono l'Avalonia, la Laurentia e la Baltica. La placca Baltica forma ora la costa orientale, e s'affaccia verso i paesi scandinavi; Avalonia consiste nella costa meridionale e occidentale del Mare del Nord lungo l'Inghilterra, il nord della Germania e la Francia; Laurentia segna il perimetro settentrionale del Mare del Nord con l'Oceano Atlantico.

## Idrologia

### Dati di base
La salinità dell'acqua varia sia da luogo a luogo che nel corso degli anni, ma generalmente è compresa tra le 15 e le 25 parti per mille nei pressi degli estuari dei fiumi, per arrivare fino alle 32-35 parti per mille nelle zone settentrionali del Mare del Nord; restano in linea generale inferiore alla salinità media dell'Atlantico settentrionale, che è nell'ordine delle 35 parti per mille.
La temperatura dell'acqua varia a seconda della influenza delle correnti atlantiche che della profondità, raggiungendo i 21 °C in estate e 6 °C in inverno, anche se le correnti artiche possono essere più fredde. Il lato orientale è sia il più caldo in estate che il più freddo in inverno. Nel Mare del Nord più settentrionale l'acqua rimane costantemente nell'ordine dei 10 °C durante tutto l'arco dell'anno a causa dei continui scambi con l'Oceano Atlantico. Le più grandi variazioni di temperatura sono registrate lungo le coste meridionali prossime alle Isole Frisone nel mare dei Wadden, dove si può formare anche ghiaccio negli inverni particolarmente freddi.
Lo scambio di acqua salata tra il Mare del Nord e l'Atlantico si verifica attraverso il Canale della Manica, come pure nella zona settentrionale del Mare del Nord, lungo la costa scozzese e attraverso il Mare di Norvegia. Il Mare del Nord riceve acqua dolce non solo dal flusso dei fiumi, ma anche dalla bassa salinità del Mar Baltico che ne è collegato attraverso lo Skagerrak. Il bacino idrografico dei fiumi che si gettano nel Mare del Nord misura una superficie di 841.500 km² e fornisce un volume di 296–354 km³ di acqua dolce ogni anno. Il bacino idrografico che getta nel Mar Baltico misura una superficie quasi doppia (1.650.000 km²) e contribuisce con 470 km³ di acqua dolce ogni anno.
Circa 185 milioni di persone vivono nei bacini idrografici dei fiumi che si gettano nel Mare del Nord. Questi bacini ricoprono gran parte dell'Europa occidentale: un quarto della Francia, tre quarti di Germania, quasi tutta la Svizzera, una piccolissima porzione d'Italia, metà dello Jutland, la totalità dei Paesi Bassi e del Belgio, la parte meridionale della Norvegia, il bacino del Reno dell'Austria occidentale, e la parte orientale della Gran Bretagna. Questa area contiene una delle più grandi concentrazioni industriali del pianeta.

### La circolazione dell'acqua
Il principale movimento delle acque all'interno del Mare del Nord è in senso anti-orario lungo le coste. L'acqua dalla Corrente del Golfo entra nel mare attraverso due direzioni: per il Canale della Manica verso la Norvegia, e aggirando a nord la Gran Bretagna e seguendone successivamente le coste verso sud. Questi movimenti generano altre piccole correnti che si dirigono verso est nella parte centrale del Mare del Nord. Un'altra corrente spazia a sud nella parte orientale del mare. Questa trasporta acqua fredda dal Nord Atlantico e nel periodo tra primavera e inizio dell'estate rinfresca le acque superficiali al largo dell'Inghilterra, mentre al largo delle Paesi Bassi e della Germania inizia una fase di riscaldamento. L'acqua che esce del Mar Baltico sale verso nord lungo la costa norvegese ritornando nell'Atlantico in quello che è chiamata Corrente norvegese.
Il tempo di permanenza medio dell'acqua all'interno del Mare del Nord è compresa tra 1 e due anni. Le acque più a nord sono scambiate più rapidamente, mentre per quelle meridionali possono passare anni prima di raggiungere le regioni settentrionali e fuoriuscirne verso l'Atlantico.
Fronti d'acqua basati sulla temperatura, salinità, nutrienti, e inquinamento possono essere chiaramente identificate, anche se con più facilità nel periodo estivo rispetto a quello invernale. Fra i principali si identificano il Fronte delle Frisone, che divide l'acqua proveniente dal Nord Atlantico da quella originaria della Manica, e il Fronte danese, che divide le acque costiere meridionali da quelle della parte centrale del Mare del Nord.
L'afflusso di acqua proveniente dai grandi fiumi si mescola molto lentamente con l'acqua marina. Le acque del Reno e dell'Elba, ad esempio, possono ancora essere chiaramente distinte in mare al largo della costa nord-ovest della Danimarca.

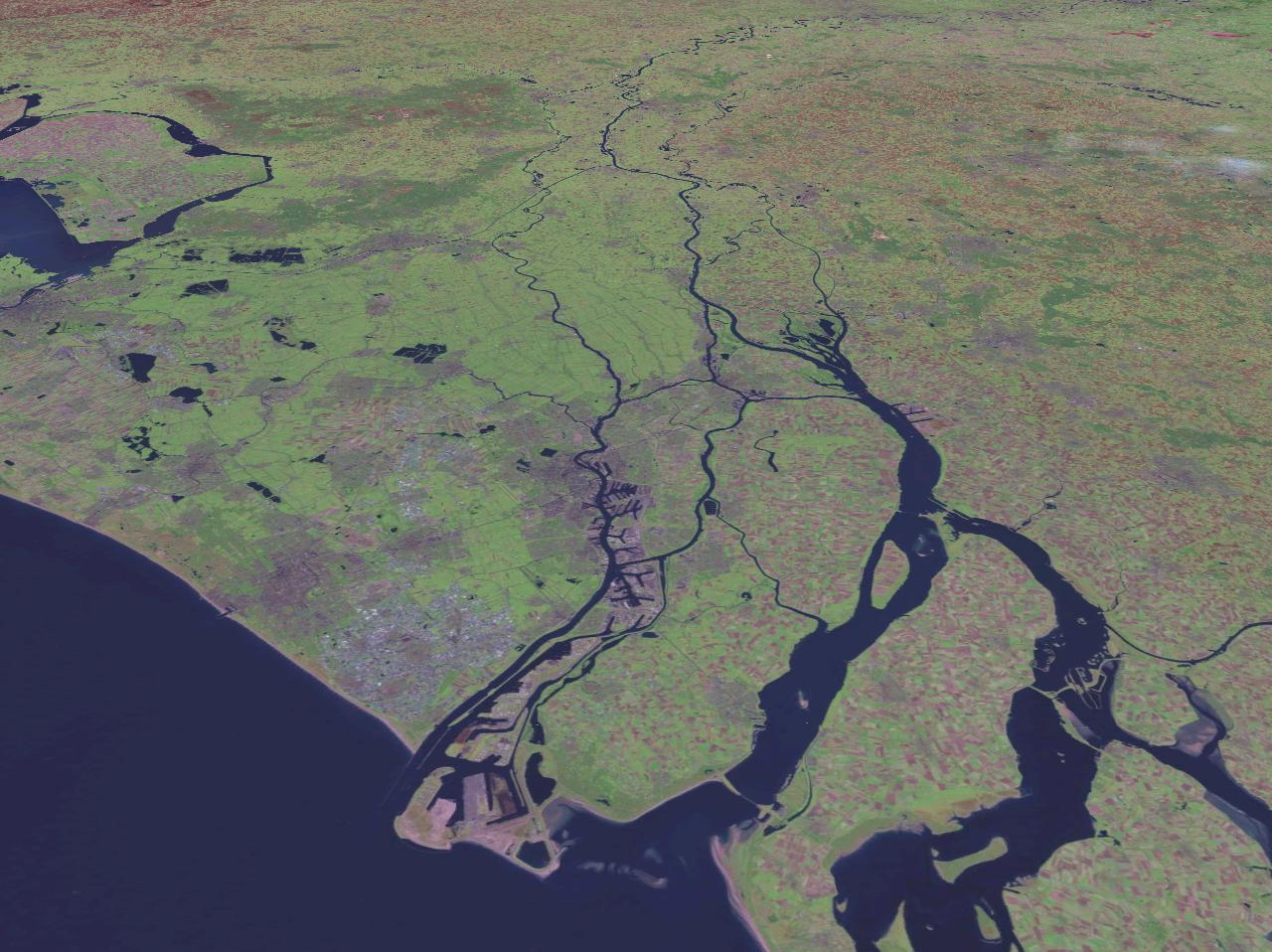
L'estuario del Reno

| Fiume                                      | Paese               | Portata in m³/s |
| ------------------------------------------ | ------------------- | --------------- |
| Reno / Mosa                                | Paesi Bassi         | 2.524           |
| Elba                                       | Germania            | 856             |
| Glomma                                     | Norvegia            | 603             |
| IJsselmeer                                 | Paesi Bassi         | 555             |
| Weser                                      | Germania            | 358             |
| Skjern Å                                   | Danimarca           | 206             |
| Firth of Tay (include il fiume Tay e Earn) | Regno Unito         | 203             |
| Moray Firth (include il fiume Spey e Ness) | Regno Unito         | 168             |
| Schelda                                    | Belgio/ Paesi Bassi | 126             |
| Humber                                     | Regno Unito         | 125             |
| Forth                                      | Regno Unito         | 112             |
| Ems                                        | Germania            | 88              |
| Tweed                                      | Regno Unito         | 85              |
| Tamigi                                     | Regno Unito         | 76              |

## Maree
Le maree sono causate dall'onda di marea proveniente dal Nord Atlantico, siccome il Mare del Nord è troppo piccolo e troppo poco profondo per disporre di una propria marea consistente. Il flusso alternato è in un ciclo di 12,5 ore. L'ondata di marea lungo le coste della Scozia che scorre in senso anti-orario lungo la costa inglese, raggiunge la costa tedesca circa 12 ore dopo.
L'ampiezza della marea è al suo picco massimo a The Wash sulla costa inglese, dove raggiunge 6,80 metri. L'ampiezza però è fortemente influenzata da una serie di fattori, come ad esempio la posizione della costa, il vento e l'azione dovuta a tempeste. Negli estuari fluviali, alti livelli d'acqua possono amplificare notevolmente l'effetto di alta marea.

### Tempeste associate alle maree
Le mareggiate minacciano in particolare le coste dei Paesi Bassi, Belgio, Germania e Danimarca. Queste coste sono piuttosto piatte e ciò comporta che un aumento relativamente piccolo del livello delle acque sia sufficiente a porre grandi distese di terra sotto il livello dell'acqua. Le tempeste da ovest sono particolarmente forti. Nel corso dei millenni le inondazioni causate dalle tempeste sono costate centinaia di migliaia di vite e hanno notevolmente contribuito a modellare la costa. Fino agli inizi dei tempi moderni il numero di vittime causate da una singola tempesta arrivava a causare anche migliaia di morti, benché stime più precise siano rilevabili con difficoltà.
La prima mareggiata che produsse un'alluvione, di cui si abbia notizia registrata, fu la Julianenflut il 17 febbraio 1164. Una forte alluvione si verificò nel 1219. Una tempesta associata ad un innalzamento della marea nel 1228 provocò secondo le stime più di 100.000 morti. La Grote Mandrenke nel 1362 colpì l'intera costa meridionale del Mare del Nord. Le cronache del tempo registrano ancora più di 100.000 morti e parte della costa inghiottita dal mare, inclusa l'ormai leggendaria città di Rungholt.
Nel XX secolo tra le alluvioni provenienti dal mare si segnala quella del 1953 che inondò le coste di diverse nazioni e costò più di 2.000 vite umane. 315 cittadini di Amburgo morirono nell'alluvione del 1962. Con l'alluvione del 1976 e del 1981 si toccò il record del livello dell'acqua sulla costa del Mare del Nord, ma le dighe costruite e poi migliorate dopo l'alluvione del 1962 comportarono soltanto danni materiali. Una tempesta si è verificata il 9 novembre 2007 causando una serie di inondazioni.

## Coste
Le coste occidentali sono frastagliate, risultato dell'azione dei ghiacci durante le ere glaciali. I litorali lungo la parte meridionale sono più morbidi, ricoperti con i resti di depositati morenici che sono stati a loro volta scaricati in mare. Le montagne norvegesi si tuffano direttamente in mare e le coste sono caratterizzati da numerosi fiordi e arcipelaghi. A sud di Stavanger la costa si ammorbidisce e le isole si presentano in numero inferiore. La costa orientale scozzese è simile, anche se meno marcata rispetto a quella della Norvegia. A partire da Flamborough Head nel nord-est dell'Inghilterra, le scogliere diventano più basse e sono composte da minori depositi morenici, e le coste, erose più facilmente si presentano con contorni più arrotondati. Nei Paesi Bassi, nel Belgio e nell'Inghilterra orientale (East Anglia) il litorale è basso e paludoso. La costa orientale e sud-orientale del Mare del Nord (mare dei Wadden) hanno coste che sono principalmente di tipo sabbioso.

### I fiordi e le scogliere del Nord

Il fiordo di Geirangerfjord in Norvegia

Le coste settentrionali portano ancora il segno degli immensi ghiacciai le ricoprivano durante le ere glaciali, creando il frastagliato paesaggio costiero. I fiordi sono nati dall'azione dei ghiacciai, che nel loro lento movimento verso il mare hanno raschiato e scavato profonde fenditure nel suolo. Con il ritirarsi dei ghiacci, l'innalzamento del livello dell'acqua tali solchi sono stati invasi dal mare. Il paesaggio si presenta spesso con coste ripide e le insenature marine possono essere anche profonde. I fiordi sono particolarmente comuni nella costa della Norvegia.
I firths sono simili ai fiordi, ma sono generalmente poco profondi e presentano baie più ampie all'interno delle quali possono essere presenti piccole isole. I ghiacciai hanno insistito qui su un'area più estesa e hanno scavato aree più ampie. I firths si trovano soprattutto nella Scozia settentrionale e lungo le coste inglesi.
Verso sud i firths cedono il passo alle scogliere, formatesi dalle morene glaciali. L'impatto delle onde sulla costa dà luogo a fenomeni di erosione. Il materiale eroso diviene fonte importante di sedimenti per la distese fangose che si trovano dall'altra parte del Mare del Nord. Il paesaggio delle scogliere è interrotta dai grandi estuari fluviali con i loro corrispondenti depositi di detriti, in particolare modo quelli del fiume Humber e Tamigi nel sud dell'Inghilterra.
Nel sud della Norvegia, come pure sulla costa svedese dello Skagerrak, si trovano fenomeni simili ai fiordi e ai firths. Qui l'azione dei ghiacci ha insistito e scavato su regioni ancora più vaste. Verso le coste si trovano dolci declivi che scendono dalle montagne e che si estendono per chilometri, tuffandosi poi sotto il mare, ma rimanendo ad una profondità di soli pochi metri.

### I banchi meridionali e le distese fangose

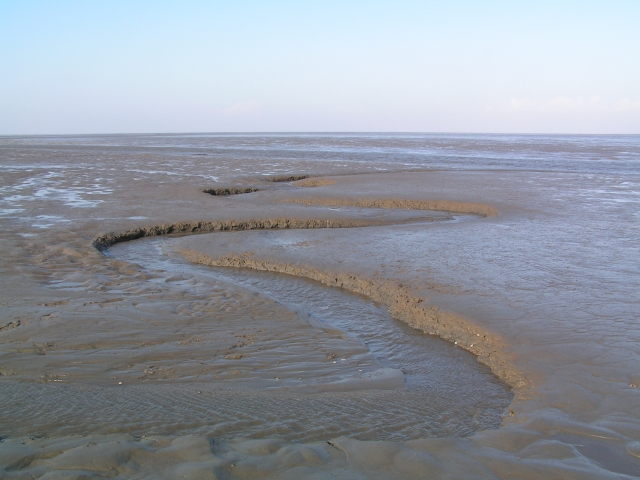
Le distese fangose in Germania

Le scarsa profondità delle acque e la linea della coste meridionali e orientali fino alla Danimarca sebbene formate anch'esse dall'azione dei ghiacci nelle ere glaciali, devono maggiormente la loro forma all'azione del mare e al deposito dei sedimenti. Il mare dei Wadden che si estende tra Esbjerg nella Danimarca del nord e Den Helder nei Paesi Bassi deve la conformazione del suo paesaggio alla forte influenza esercitata dall'azione delle maree. La zona costiera presenta acque poco profonde e il costante apporto di sedimenti. Grandi opere di bonifica hanno interessato questa regione, soprattutto ad opera degli olandesi. Il più grande progetto di questo tipo è stata la bonifica del IJsselmeer.

### Conservazione delle coste
Le zone costiere meridionali, inizialmente, erano soggette ai capricci del mare. I territori limitrofi alle coste, costituite da un innumerevole intrico di canali, isolotti, delta fluviali e zone umide venivano regolarmente allagati e sommersi. In settori particolarmente vulnerabili alle mareggiate, le persone tendevano allora ad insediarsi su terreni rialzati e più protetti. Già nel 500 a.C., gli insediamenti iniziarono ad essere costruiti su delle colline artificiali, alte anche diversi metri. Fu solo intorno agli inizi del Medioevo nel 1200 che si è iniziato a collegare tra loro piccole dighe in linea lungo l'intera costa, rendendo quindi permanenti e definite le zone di terra da quelle di mare.
Dighe in senso moderno hanno iniziato a prendere forma nel XVII e XVIII secolo, costruite da imprese private nei Paesi Bassi. I costruttori olandesi hanno quindi esportato i loro disegni e modelli verso altre regioni del Mare del Nord.
Le alluvioni verificatesi sulle coste del Mare del Nord nel 1953 e nel 1962 sono state ulteriore impulso per l'innalzamento delle dighe, la sostituzione delle vecchie dighe in linea, il recupero di terreni e sbarramenti fluviali, in modo da ottenere da poca superficie interessata un grande risultato nella lotta contro il mare e le tempeste. Attualmente il 27% dei Paesi Bassi è sotto il livello del mare e protetto da argini e dune.

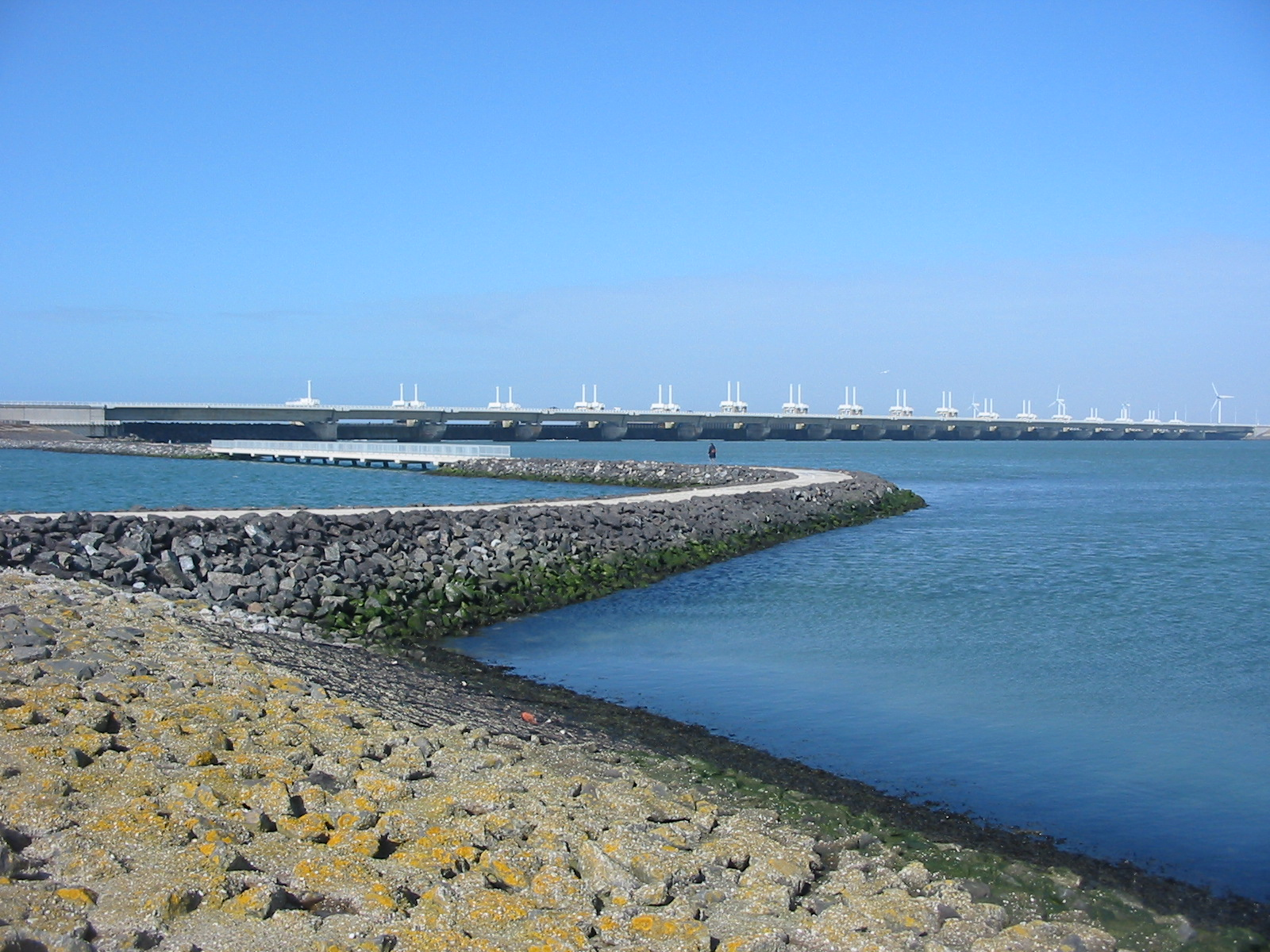
Serie di dighe nei Paesi Bassi (Oosterscheldekering)

La conservazione costiera oggi consiste di vari livelli. La pendenza delle dighe riduce l'energia del mare in entrata, in modo che la diga stessa non riceva il pieno impatto. Alcune dighe che si trovano direttamente in mare e queste sono particolarmente rafforzata. Nel corso degli anni sono state più volte sollevate, a volte anche di 10 m, e sono diventate più orizzontali, al fine di meglio ridurre l'erosione delle onde. Le moderne dighe possono raggiungere un'altezza anche di 100 m. Dietro la diga solitamente è presente una strada di accesso e, in generale, l'area più prossima è scarsamente abitata. In molti luoghi un altro sistema di dighe è presente verso l'entroterra dopo diversi chilometri.
Dove le dune sono sufficienti per proteggere la terra dall'avanzata del mare viene seminata dell'erba che cresca nella sabbia, in modo da proteggere le dune stesse dall'erosione del vento, dell'acqua e dal traffico a piedi.

## Fauna
Tra le specie che popolano questo mare e che per riprodursi risalgono i fiumi che sfociano in esso è da ricordare la cheppia (Alosa fallax).

## Economia

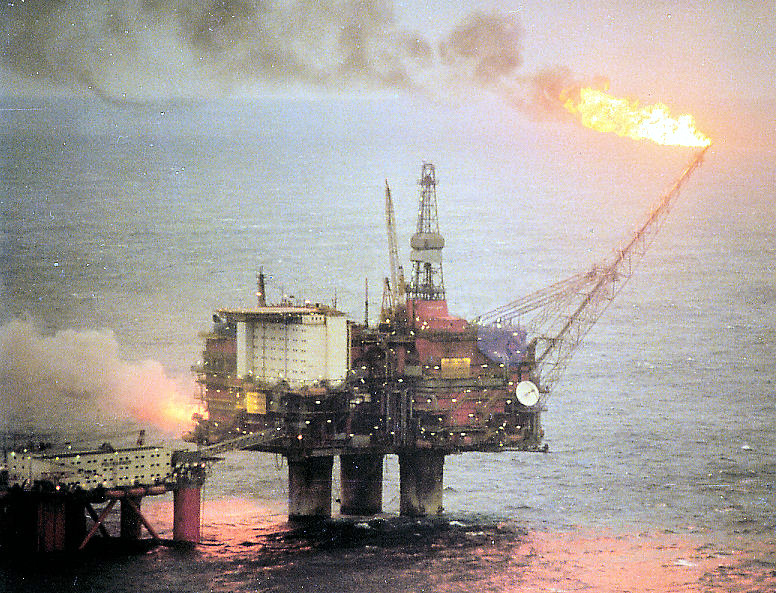
La piattaforma di Statfjord

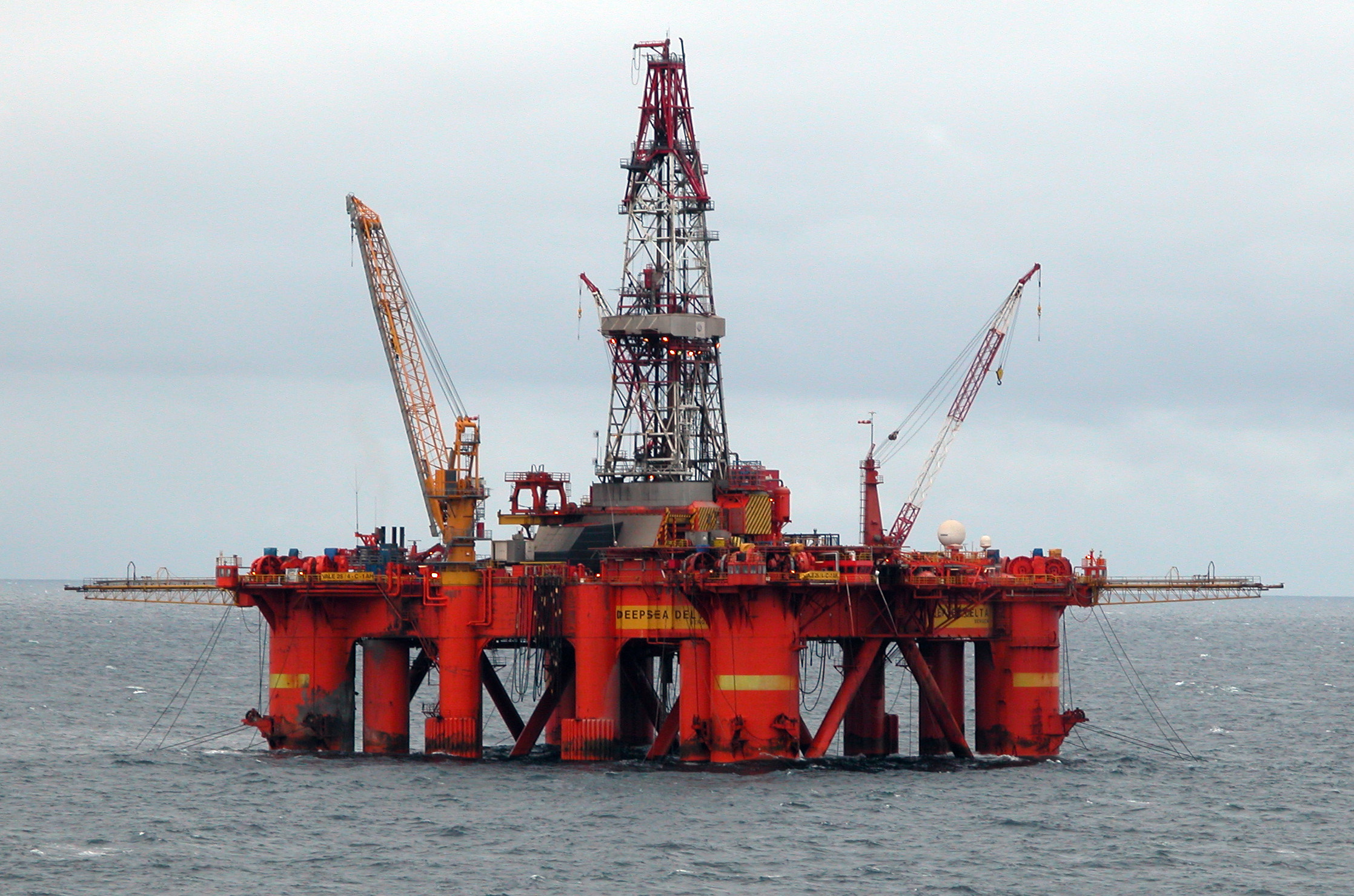
Piattaforma petrolifera nel Mare del Nord

### Petrolio e gas
Nel 1958 i geologi scoprirono un giacimento di gas naturale a Slochteren nella provincia dei Paesi Bassi di Groninga e si iniziò a sospettare la presenza di petrolio nel Mare del Nord. Tuttavia in questa data i diritti di sfruttamento delle risorse naturali in alto mare erano ancora in fase di controversia.
Nel 1962 i geologi scoprirono i primi giacimenti di petrolio in questo mare.
Prove di perforazione iniziarono nel 1966 e successivamente nel 1969 quando la Phillips Petroleum Company scoprì la Ekofisk (ora norvegese), che all'epoca era uno dei 20 più grandi giacimenti del mondo e si rivelò caratterizzata da una bassa presenza di zolfo. Lo sfruttamento commerciale iniziò nel 1971 con le navi cisterna e dal 1975 con oleodotti diretti a Cleveland in Inghilterra e dal 1977 anche a Emden in Germania.
Lo sfruttamento delle riserve del Mare del Nord ha avuto inizio poco prima della crisi petrolifera del 1973, e la successiva salita dei prezzi internazionali del petrolio hanno fatto sì che i grandi investimenti necessari per l'estrazione divenissero molto più interessanti e possibili in questa regione. Negli anni ‘80 e ‘90 seguirono ulteriori scoperte dei grandi campi petroliferi. Anche se i costi di produzione erano relativamente elevati, la qualità del petrolio, la stabilità politica della regione, e la vicinanza di importanti mercati in Europa occidentale ha fatto del Mare del Nord un'importante area di produzione. La più grande catastrofe ambientale fu la distruzione della piattaforma off-shore di Piper Alpha nel 1988 in cui 167 persone persero la vita.
Con più di 450 piattaforme petrolifere, il Mare del Nord è la più importante regione del mondo per la perforazione offshore. La sezione britannica del Mare del Nord è quella che possiede più piattaforme, seguita in ordine da quella norvegese, olandese e danese. Il più grande campo di gas naturale nel Mare del Nord, “Troll”, si trova sotto la giurisdizione norvegese ad una profondità di 345 metri. Una piattaforma gigante è stata necessaria per accedervi. La sezione tedesca possiede solo due piattaforme petrolifere (la più grande delle due è il Mittelplate) e si presenta come il paese meno dotato per le estrazioni minerarie in questo mare.
Nel 1999 le estrazioni raggiunsero il picco di tutti i tempi con quasi 6 milioni di barili (950.000 m³) di petrolio greggio e 28.000.000 m³ di gas naturale al giorno. Oggi la risorsa nel Mare del Nord è ben sviluppata. Tutte le grandi compagnie petrolifere sono state coinvolte nelle operazioni di estrazione. Ma negli ultimi anni alcune grandi società ne hanno interrotto l'estrazione e da quel 1999 l'importo estratto è diminuito continuamente a causa dell'esaurimento delle riserve.
Il prezzo del Brent Crude, uno dei primi tipi di petrolio estratto dal Mare del Nord, è utilizzato oggi come un prezzo standard di confronto per il petrolio greggio dal resto del mondo.

### Pesca
Il pescato annuale è cresciuto ogni anno fino al 1980, quando si è raggiunto il punto massimo con più di 3 milioni di tonnellate di pesce. Da allora i numeri sono scesi a circa 2,3 milioni di tonnellate, con notevoli differenze tra i vari anni. Oltre al pesce commercializzabile si stima che 150.000 tonnellate di pescato senza mercato venga catturato e che circa 85.000 tonnellate sia la quantità di invertebrati che viene coinvolto o ributtato in mare ferito o morto.
Negli ultimi decenni lo sfruttamento eccessivo ha reso meno produttiva la pesca, alterando la catena alimentare marina e la dinamica dei costi e dei posti di lavoro nel settore della pesca. La pesca di aringhe, merluzzi e passera di mare potrebbe presto affrontare la stessa situazione della pesca allo sgombro cessata negli anni ‘70 a causa di sovra-sfruttamento.

### Altre risorse minerali
In aggiunta al petrolio, gas naturale e alla pesca, gli Stati che si affacciano sul Mare del Nord estraggono milioni di metri cubi annui di sabbie e ghiaia. Questi sono poi utilizzati per progetti di costruzione, per rinforzare le spiagge e per proteggere le coste. Il più grandi Paesi estrattori di sabbia e ghiaia nel 2003 furono i Paesi Bassi (circa 30 milioni di m³) e la Danimarca (circa 10 milioni di m³).

### Fonti energetiche rinnovabili
A causa dei forti venti, i paesi sul Mare del Nord, in particolare l'Inghilterra e la Danimarca, hanno utilizzato le aree vicino alla costa del mare per lo sfruttamento eolico per la produzione di energia elettrica a partire dagli anni ‘90. La prima turbina a vento è apparsa al largo della costa inglese vicino Blyth nel 2000 e poi al largo della costa danese nel 2002 vicino a Horns Rev.

## Status politico

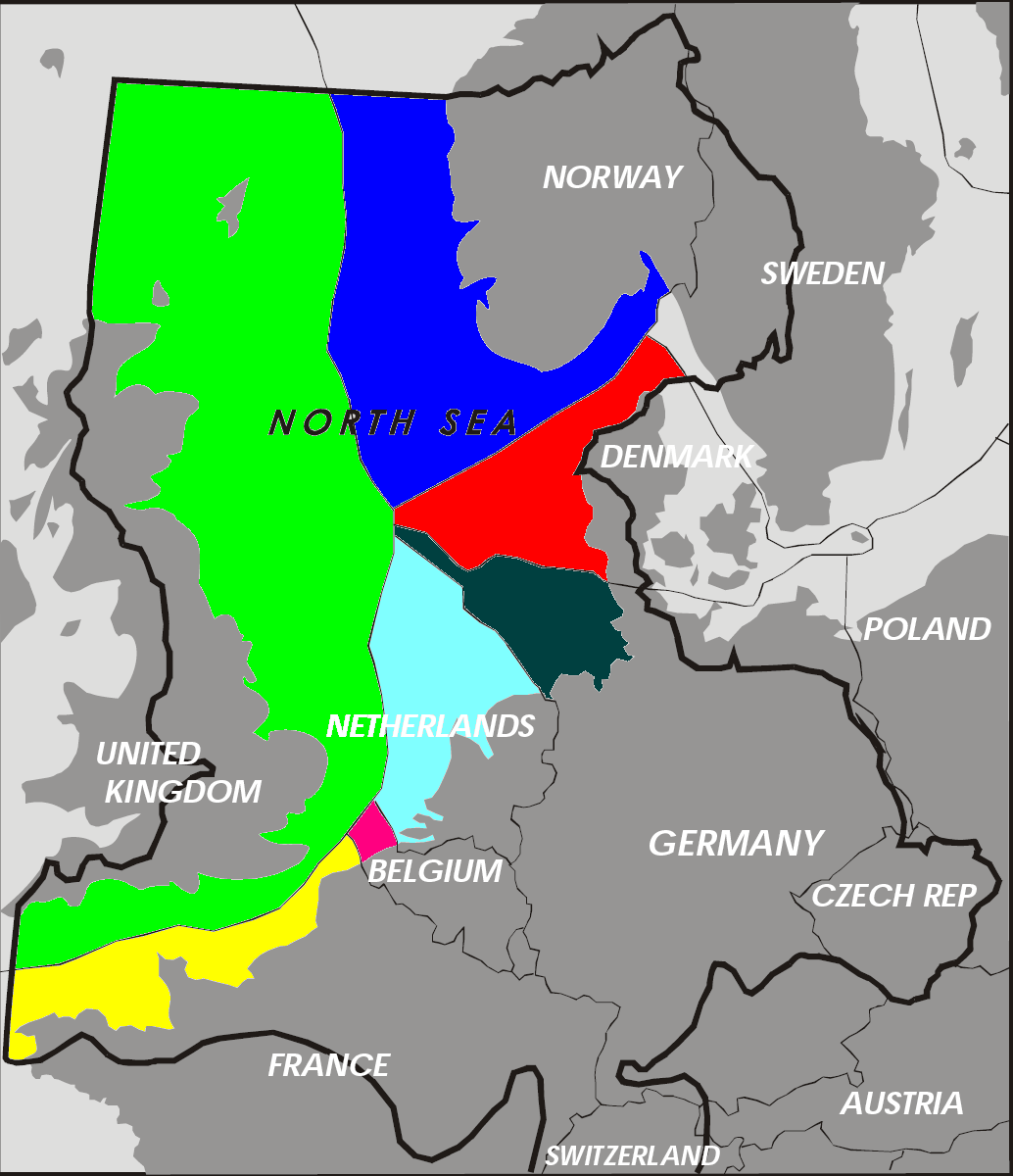
Zona economica esclusiva

I paesi che affacciano sul Mare del Nord rivendicano tutti le dodici miglia nautiche di acque territoriali in cui hanno i diritti esclusivi di pesca. L'Islanda, tuttavia, a causa della guerra del merluzzo ha diritti esclusivi di pesca per 200 miglia (320 km) al largo delle sue coste, toccando le acque del Mare del Nord. La politica comune della pesca dell'Unione europea esiste per coordinare i diritti di pesca e per assistere alle controversie tra i Paesi membri dell'Unione europea sulla frontiera con la Norvegia.
Dopo la scoperta delle risorse minerarie la Norvegia ha reclamato i suoi diritti ai sensi della Convenzione della piattaforma continentale. Gli altri paesi hanno seguito l'esempio. Questi diritti sono stati divisi in gran parte lungo una linea mediana che a “seconda dell'ampiezza della base di ogni mare territoriale di ciascun Paese si tenesse comunque equidistante dai linee meridiani dei Paesi prossimi”. Il confine delle acque tra Germania, Paesi Bassi, e la Danimarca è stato ridefinito solo dopo lunghi negoziati e una sentenza della Corte internazionale di giustizia.
Preoccupazioni di tipo ambientale hanno portato alla Accordi Marpol 73/78, che ha creato una zona di protezione larga 25 miglia (40 km) e lunga 50 mi (80 km). La Convenzione per la protezione dell'ambiente marino dell'Atlantico nord-orientale è stata siglata per la conservazione del mare in questa regione. Germania, Danimarca e Paesi Bassi hanno un accordo trilaterale per la protezione del mare dei Wadden, distese prevalentemente fangose che si snodano lungo le coste dei tre paesi sul bordo meridionale del Mare del Nord.

## Turismo
Le spiagge e le acque costiere del Mare del Nord sono popolari destinazioni per il turismo balneare. In particolare modo le attività sono sviluppate lungo la costa belga, olandese, tedesca e danese, come pure su quella britannica.
Il windsurf e la vela sono sport popolari favoriti dai forti venti, ma anche la pesca sportiva e le immersioni subacquee. Un'altra attività praticata è la camminata nel fango ovvero l'escursionismo praticato sul fango che viene a galla dal mare durante i periodi di bassa marea in alcune zone geografiche particolari.

## Traffico marittimo
Il Mare del Nord è molto importante per il traffico marittimo e presenta fra le più alte concentrazione di navi di tutto il mondo. Grandi porti di rilievo internazionale si trovano lungo le sue coste:
- Aberdeen
- Amburgo
- Anversa
- Bergen
- Bremerhaven
- Dover
- Dunkerque
- Felixstowe
- Hirtshals
- Hull
- Oslo
- Ostenda
- Rotterdam
- Stavanger
- Tilbury
- Tórshavn
- Zeebrugge

Tutti i principali porti hanno facile accesso alle varie rotte sul Mare del Nord. Ma il traffico è particolarmente difficile, con un'elevata presenza di barche da pesca, piattaforme petrolifere e mercantile. La possibilità di colli di bottiglia è elevata, come presso il Canale della Manica, che vede 400 navi al giorno e il Canale di Kiel con in media più di 100 navi al giorno.
Alcuni porti sono collegati da importanti canali come il Canale del Nord, che abbreviato il collegamento tra il porto di Amsterdam ed il mare, e il canale di Kiel, che collega il Mare del Nord al Mar Baltico.

## Fiumi
I principali fiumi che sfociano nel Mare del Nord sono:
- della Gran Bretagna
  - Tamigi
  - Nene
  - Derwent
  - Tweed
  - Tay
  - Dee
  - Don
  - Spey
- della Norvegia
  - Otra
- della Svezia
  - Gota
- della Danimarca
  - Skjern
- dei Paesi Bassi
  - Reno
  - Mosa
  - Schelda
- della Germania
  - Elba
  - Weser
  - Ems
- della Francia
  - Aa

## Principali isole
- Isole Orcadi
  - Mainland
  - Sanday
  - Westray
  - Rousay
  - South Ronaldsay
  - Hoy
- Isole Shetland
  - Unst
  - Fetlar
  - Yell
- Isole Fair
- Isole Frisone
  - Isole Frisone Occidentali
    - Texel
    - Terschelling
    - Ameland
    - Schiermonnikoog
    - Rottumeroog

  - Isole Frisone Orientali
    - Borkum
    - Memmert
    - Juist
    - Norderney
    - Baltrum
    - Langeoog
    - Spiekeroog
    - Wangerooge

  - Isole Frisone Settentrionali
    - Sylt
    - Föhr